# Química forense

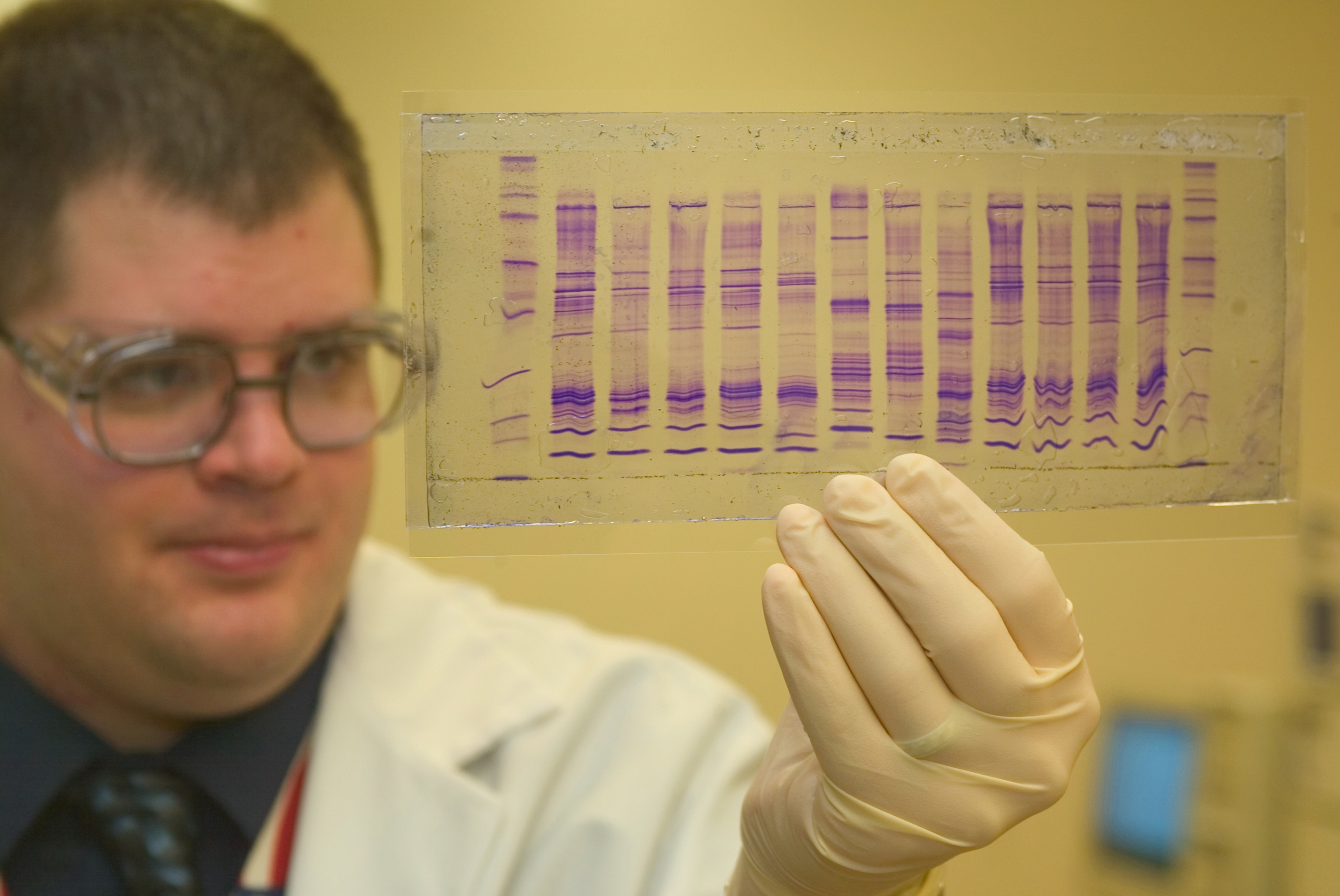
Químico interpretando resultados de un estudio de ADN.

La química forense es la rama de la química que estudia las interacciones entre compuestos de naturaleza orgánica e inorgánica existentes en la escena de un crimen como pigmentos, trozos de tela, vidrio, restos de objetos de arte, pólvora, sangre y tejidos, entre otros, y tiene como objetivo el contribuir desde el punto de vista científico al esclarecimiento o resolución de hechos delictivos.
Bajo esta perspectiva, la química forense ha colaborado a través del estudio pormenorizado de muestras de diversa índole, proporcionando pruebas científicas y basadas en estudios empíricos para aportar información en casos judiciales.
Mediante la aplicación de técnicas cualitativas y cuantitativas, ha sido posible encontrar respuestas procedentes de las mismas evidencias de manera de resolver y concluir una investigación criminal. Para cumplir con su cometido y realizar los estudios químicos correspondientes, es necesario que se cumplan tres etapas principales.
En la primera de ellas, las evidencias encontradas y correctamente identificadas son analizadas en el laboratorio. En la siguiente fase se interpretan los datos obtenidos a fin de realizar un informe descriptivo de los hallazgos (identificación por ADN, confirmación de rastros de sangre o presencia de drogas en la víctima, reconocimiento de pólvora procedente de un arma, por ejemplo).
Por último, el reporte realizado por el químico forense es utilizado durante la investigación y juicio, y puede ser solicitado su testimonio para explicar los resultados y ampliar información relativa a los estudios analíticos que fueron implementados.

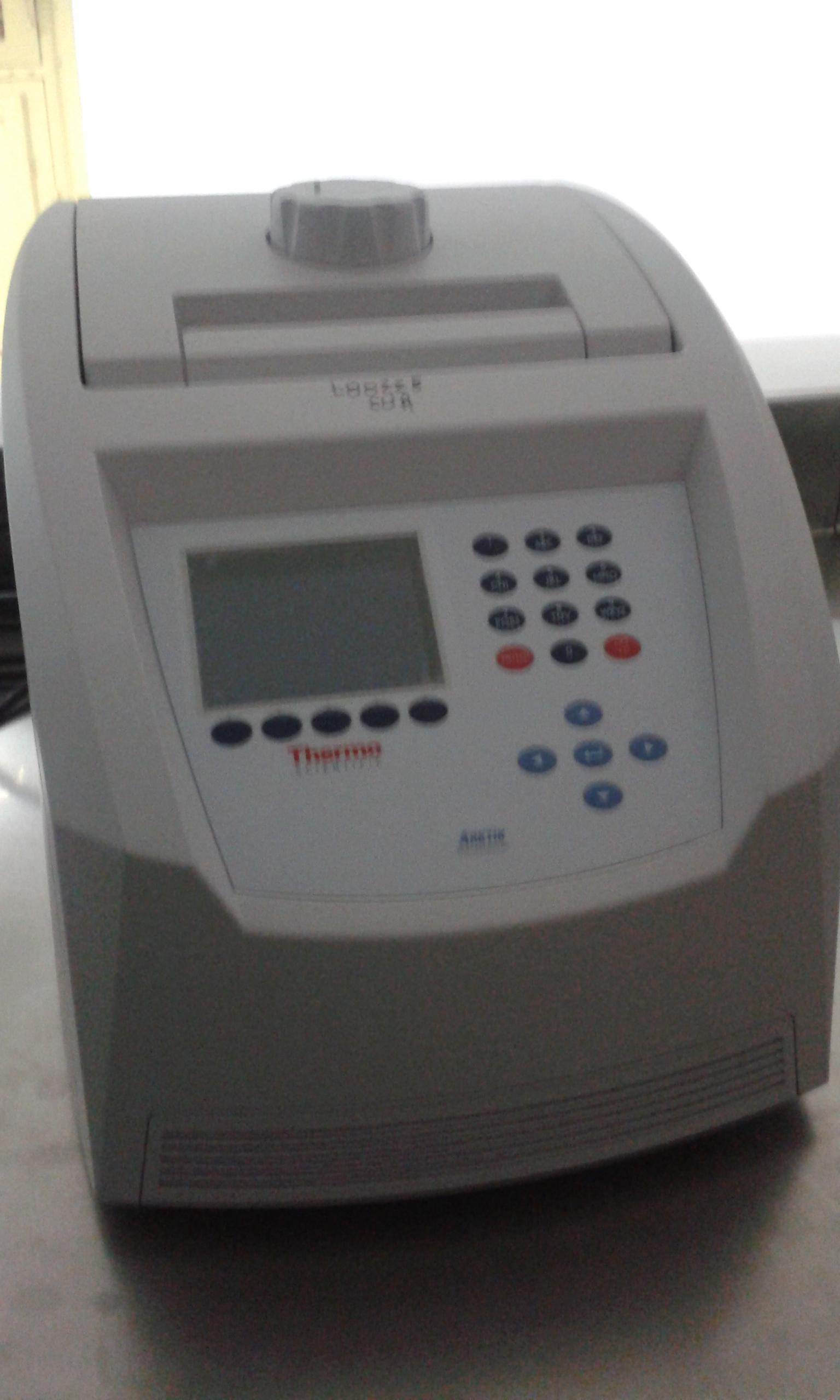
Termocicladora. Se utiliza para amplificar muestras de ADN contenidas en tubos.

## Descripción

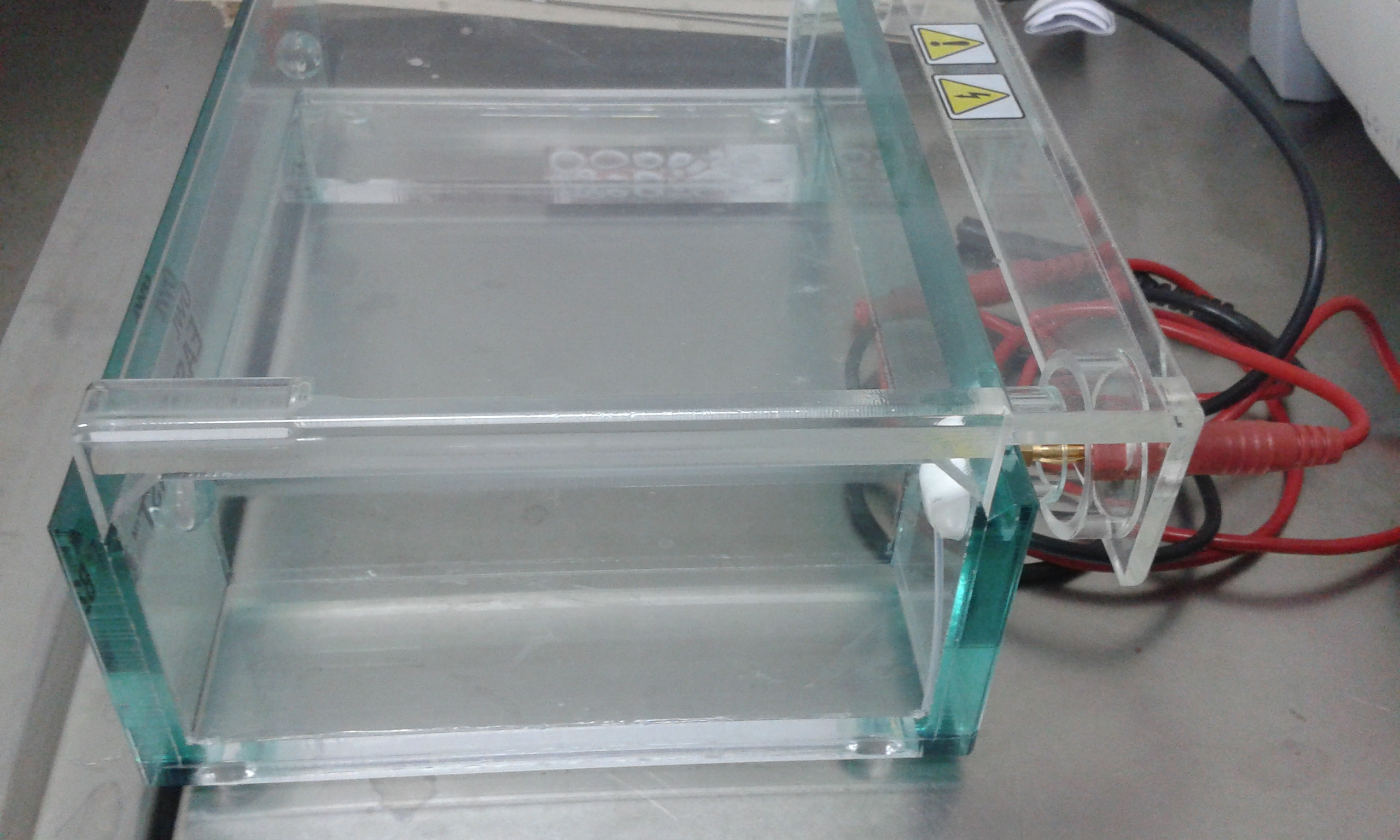
Cubeta para análisis de geles por electroforesis.

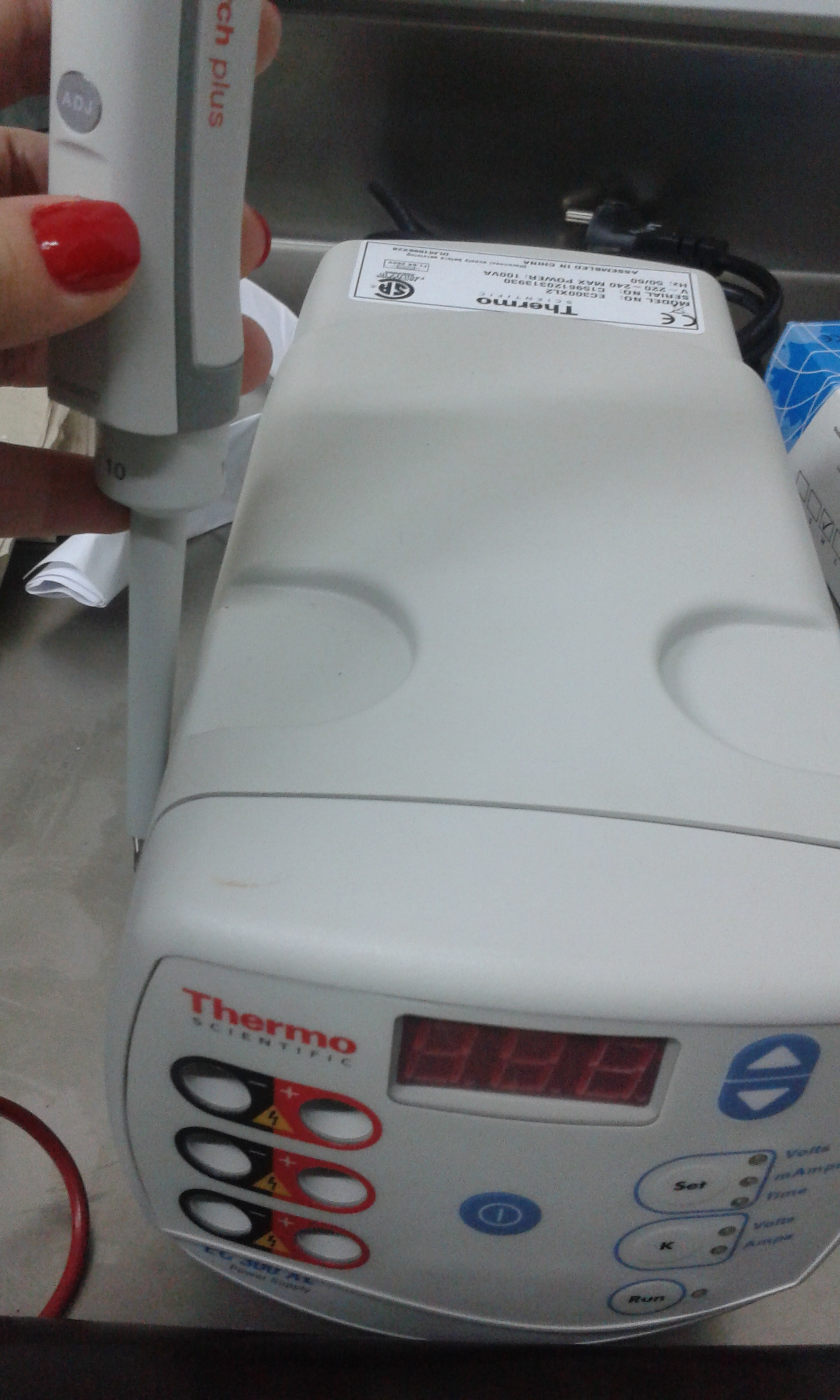
Fuente que se conecta a la cubeta de electroforesis para el estudio de muestras de ADN.

El trabajo del químico forense es muy minucioso pues debe analizar cada elemento encontrado en un determinado lugar a efectos de ser utilizado como prueba para corroborar la naturaleza de un crimen, o las causas de la muerte de un individuo. Por tanto, su labor se centra en el estudio de la evidencia, si bien puede ser llamado a explicar sus conclusiones cuando el caso llega a una corte judicial. Este tipo de testimonio requiere documentar los hallazgos y declarar ante magistrados a efectos de brindar una mirada objetiva ante el hecho delictivo, y de esta manera, colaborar en la resolución del juicio presentando pruebas de naturaleza científica.
Para llevar a cabo estos procedimientos, el profesional se vale de complejas técnicas de laboratorio como la cromatografía, la observación microscópica de trazas de cabello, tela, uñas, restos de tejido, y el empleo de productos químicos como reactivos ante la presencia de determinadas sustancias. Asimismo, el químico forense puede analizar muestras biológicas para determinar la presencia de tóxicos en un organismo y de metabolitos recurrentes en ciertas drogas, incluso luego del proceso de descomposición del cadáver.
En 1985, a partir de la técnica RFLP (fragmentos de restricción de longitud polimórfica), se procedió a resolver varios casos criminales mediante el análisis de ADN, realizados desde el Ministerio del Interior Británico y con la colaboración de Alec J. Jeffreys, quien en ese entonces se desempeñaba como docente de Genética de la Universidad de Leicester. Este tipo de análisis ha proporcionado la información genética necesaria para esclarecer casos en los cuales el estudio de muestras biológicas (sangre, tejido, semen), ha sido fundamental a la hora de interpretar los resultados. Esto último se basa en la eventualidad de identificar restos humanos comparando el ADN de una persona desaparecida con muestras de un familiar, a efectos de establecer parámetros de similitud entre la muestra de ADN colectada y la tomada como referencia.

## Antecedentes
En 1889, en Francia, se realizó una de las primeras investigaciones registradas en química forense. La misma fue encabezada por Alexandre Lacassagne, quien logró reconocer el cadáver de una persona desaparecida efectuando la identificación mediante el análisis de una hebra de cabello.
La historia relata que el pelo hallado era de color negro, mientras que el fallecido tenía el cabello de color castaño. Este hecho llamó profundamente la atención del médico francés, quien lavó de forma reiterada la hebra hasta comprobar que definitivamente era de color castaño; del mismo modo, comparó detenidamente el grosor del cabello encontrado en el cadáver con el procedente del cepillo de la persona desaparecida confirmando que eran idénticos.
Lacassagne es considerado un pionero en el campo de la química forense, profundizando incluso en los factores ambientales que condicionan la psiquis del criminal para resolver casos complejos. Con técnicas que él mismo desarrolló pudo identificar el cadáver en estado de descomposición de un oficial de justicia francés.
Asimismo, diseñó análisis para determinar el movimiento de insectos en un cadáver y de esa manera establecer cuándo se había iniciado el proceso de descomposición. La utilización de restos de sangre en la misma piel de la persona fallecida le permitió a Lacassagne conocer la forma en que el cadáver había sido movilizado.
Iniciando un rígido protocolo, este científico motivó a sus estudiantes para que asistieran a más de ochenta autopsias al año en uno de los laboratorios más avanzados de la época, el cual contaba con microscopios y espectroscopios. En ese lugar se comenzó a experimentar con reactivos químicos que permitieron identificar trazas de sangre, semen y materia fecal.
Algunos de los estudiantes que participaron de las investigaciones de Lacassagne se convirtieron posteriormente en eminentes forenses, como fue el caso de Edmond Locard quien fundó el Laboratorio de Criminalística de Lyon, y fue un prercusor de la criminalística moderna.

## Procedimientos

### Integridad de las muestras
El químico forense lleva a cabo su trabajo analítico en un laboratorio estéril, disminuyendo el riesgo de contaminación del material recolectado. Para prevenir la alteración indebida, se debe mantener un registro de la cadena de custodia de cada muestra, constituyendo un documento que permanece con las evidencias todo el tiempo. 
Esta clase de informe contiene las firmas e identificaciones de las personas involucradas en el transporte, almacenamiento y análisis de las evidencias, tornando más difícil la alteración intencional, e incrementa la confiabilidad de los resultados del trabajo del químico forense para su posterior utilización en un proceso legal de naturaleza judicial. Asimismo, las pruebas obtenidas en un posible escenario de delito deben sellarse correctamente; las muestras biológicas como sangre, semen o saliva tienen que conservarse a una temperatura que oscile entre los 2 °C y 8 °C de modo de evitar su descomposición.

### Métodos e instrumentos

#### Luminol

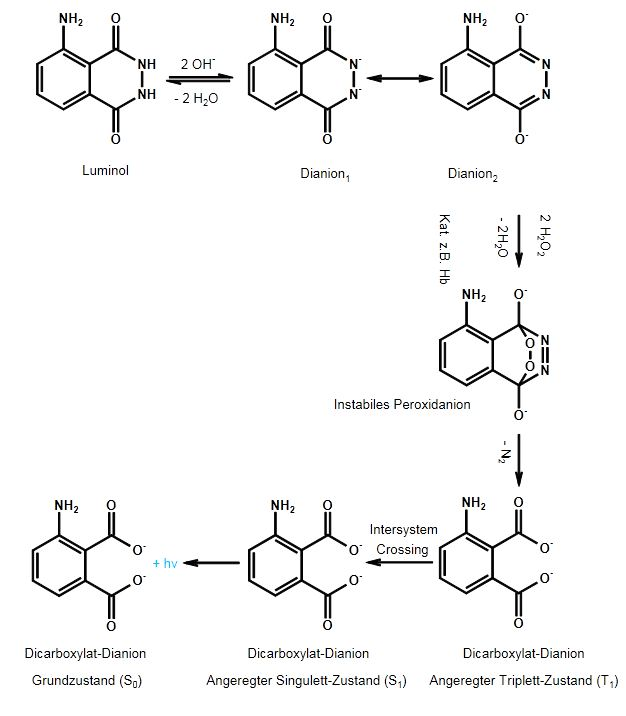
Reacción del luminol con la hemoglobina.

Un método utilizado frecuentemente en química forense es el que emplea luminol, un derivado del ácido ftálico que reacciona con cationes metálicos permitiendo detectar trazas de sangre. El proceso consiste en mezclar este reactivo con una solución diluida de peróxido de hidrógeno, la cual se esparce cuidadosamente en los sitios donde se piensa que existen restos de sangre.
El hierro en forma de catión que se ubica en el grupo hemo de la hemoglobina reacciona con el luminol observándose una luminiscencia azul, propia de la reacción que se lleva a cabo. En este proceso, el producto final es el anión 3-aminoftalato que se encuentra en estado excitado, y al volver a su estado fundamental (o basal) libera energía en forma de luz, lo que se conoce como luminiscencia azul. Esta reacción química posee una cinética muy lenta, de hecho es el hierro presente en el grupo hemo de la hemoglobina quien cataliza el proceso.
Los posibles falsos positivos que pueden dar algunos compuestos al reaccionar con luminol son esclarecidos con la observación minuciosa del color e intensidad en el brillo que solamente se genera al reaccionar con sangre, además del precipitado espumoso que se forma en muestras recientes.

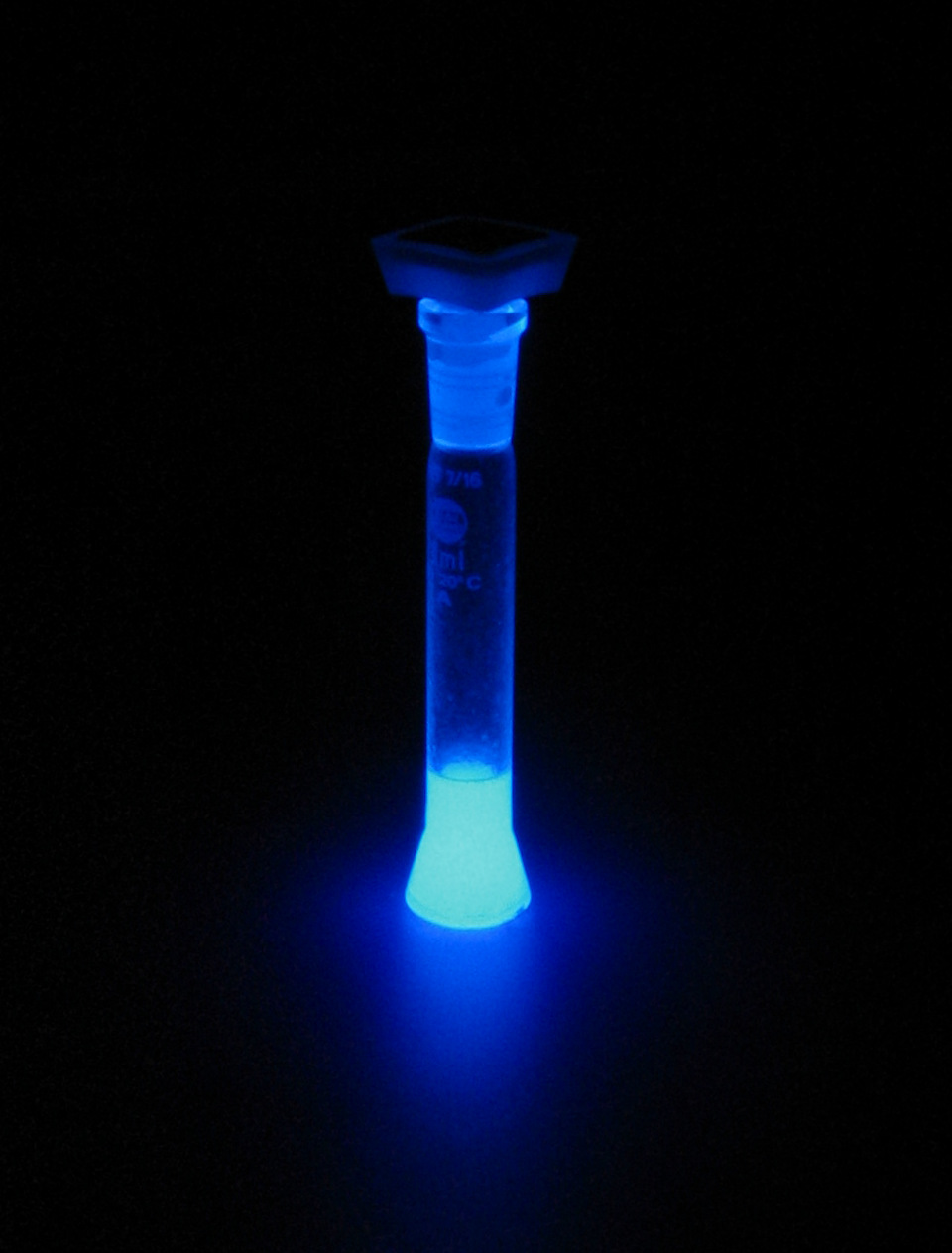
Luminiscencia provocada por la reacción entre el luminol y la hemoglobina de la sangre.

#### Espectroscopia
Se trata de un análisis particularmente útil que permite al mismo tiempo la separación, identificación y cuantificación de uno o más componentes individuales de una sustancia o mezcla desconocida, mediante el uso de un espectrómetro de masas en conjunto con un cromatógrafo de gases. El instrumento utilizado en la identificación específica de compuestos es el espectrómetro infrarrojo por transformada de Fourier (FTIR).
La espectroscopia también puede ayudar a identificar los materiales utilizados en algunos productos como es el caso de los polímeros y aditivos. Las muestras pueden obtenerse por disolución o cortando una rebanada fina empleando un micrótomo de la muestra. Las superficies pueden ser examinadas usando la espectroscopía de reflectancia total atenuada, y el método también se ha adaptado para el microscopio óptico con microespectroscopía de infrarrojos.

#### Cromatografía
En química forense se utiliza este método con la finalidad de identificar residuos (líquidos generalmente) de los que pueda obtenerse un registro luego de la colección de muestras en el lugar del siniestro. Es una técnica ampliamente usada para detectar solventes que hayan acelerado un proceso de combustión o incendio intencional.
En este tipo de análisis, es importante tener en cuenta que la química forense suele colectar muestras que por lo general son mezclas. Así, luego de un incendio es probable que los restos encontrados sean una combinación de solventes combustibles: nafta o querosene, que a través de la cromatografía se pueden obtener en forma fraccionada.
En el proceso es necesario aumentar la concentración de la muestra a analizar a través de la adsorción de los componentes en tiras de carbón activado. Posteriormente se disuelve el analito en un solvente que permita utilizar la muestra para el análisis cromatográfico.
También es posible analizar mediante esta técnica el tipo de tinta que se usó para redactar una nota hallada en la escena de un crimen. Para ello, la cromatografía es realizada en una fase fija hidratada (papel) y como fase móvil para la tinta se suele utilizar etanol. De esta manera pueden obtenerse los componentes del pigmento, conocer su origen y determinar los detalles de su fabricación con miras a esclarecer un caso de extorsión o fraude.

#### Microscopía

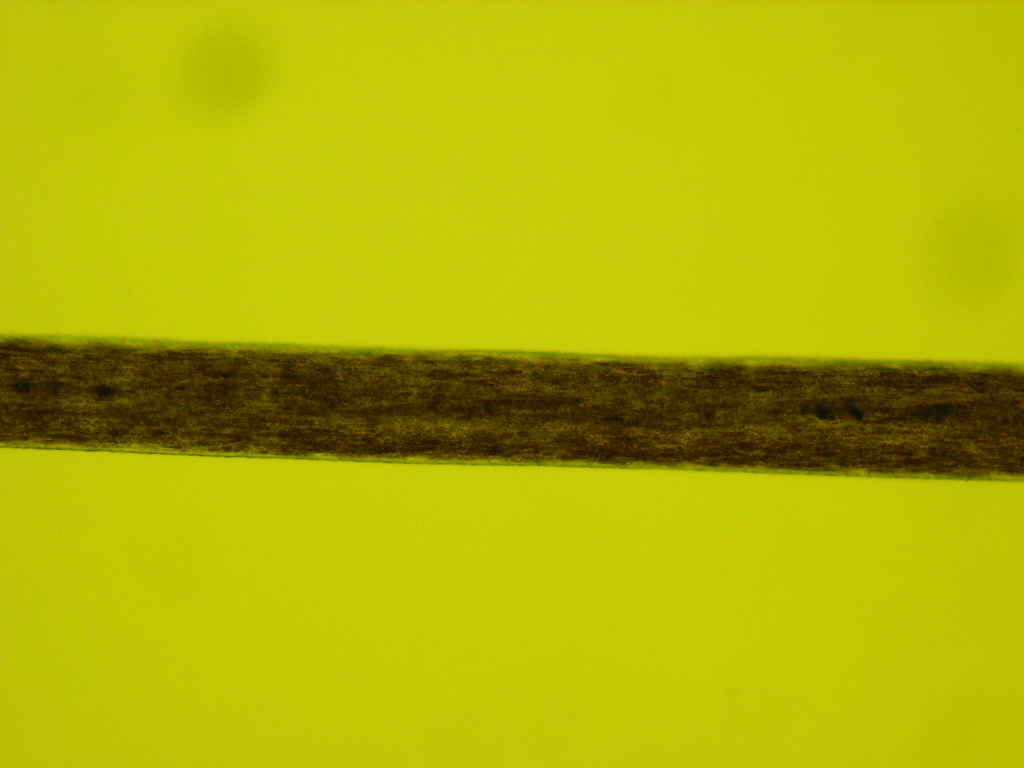
Análisis microscópico de una hebra de cabello.

Esta técnica se emplea fundamentalmente para el análisis de hebras de cabello, telas o fibras halladas como evidencia durante el estudio de un caso determinado dado que este tipo de muestras proveen de importante información para aclarar hechos delictivos. La observación microscópica de cabello permite visualizar elementos que no se aprecian macroscópicamente: presencia de metales, arena, grasa, alimentos, así como la observación detenida de sus constituyentes.
En el caso de las fibras, el análisis microscópico posibilita la observación de restos de tejido o fluidos corporales en las mismas, o simplemente determinar a quién pertenecen (víctima o victimario).

### Factores que influyen en los estudios de laboratorio
Una de las primeras resoluciones que los investigadores deben tomar en la escena de un delito es determinar qué pruebas son de relevancia para el caso y cuáles conviene descartar. Esto se basa en el hecho de que no es viable analizar todo lo que se encuentra en el sitio, o destinar tiempo a analizar pruebas que carecen de importancia para resolver el caso judicial. Por otro lado, si las muestras que llegan al laboratorio no son suficientes o han sido mal colectadas, el químico forense podrá hacerse presente en el lugar del crimen para extraer más evidencias susceptibles de ser analizadas.

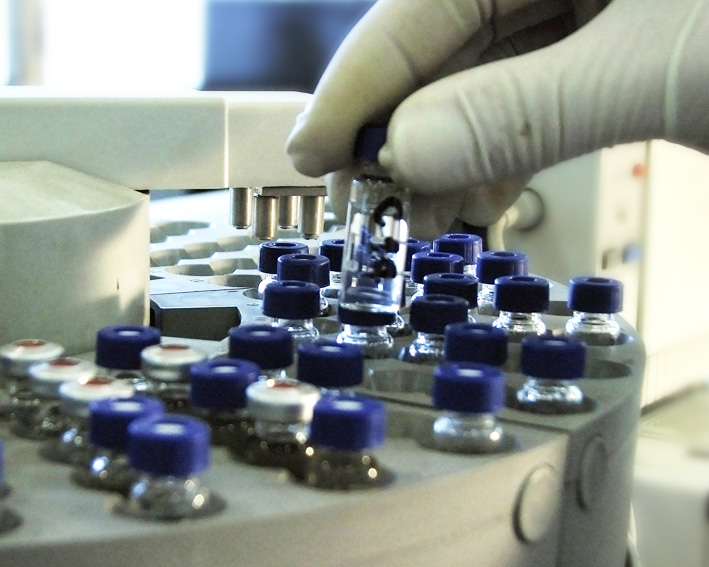
Trabajo con muestras en un laboratorio de química analítica.

Las condiciones en las cuales fueron obtenidas las muestras por parte del personal policial y sanitario pueden influir en los resultados finales.
Otros factores tienen que ver con la rapidez con que se obtiene el material a examinar: cuando se presume que existió consumo de drogas, las muestras de sangre y orina deben recogerse lo antes posible. Lo mismo ante un posible asalto sexual donde es necesario obtener importante evidencia para poder determinar la naturaleza del mismo e identificar al agresor.
La utilidad de los datos obtenidos a través de los estudios analíticos depende de las medidas que se hayan tomado para asegurar el control de la calidad de las muestras (obtención, transporte y conservación), hasta que son recepcionadas por el laboratorio forense.
El cuidado de la cadena de custodia resulta fundamental a efectos de garantizar la correcta remisión del material a analizar por el químico forense. Para esto, es de especial relevancia respetar la cadena de frío en el caso de muestras que deban refrigerarse para ser conservadas y trasladadas al laboratorio. Lo mismo ocurre en lo referente a la conservación de muestras a determinada temperatura para evitar la putrefacción y la consecuente pérdida de información crucial en la investigación.
En lo que concierne fármacos, algunos depresores del sistema nervioso central generan diversas dificultades para ser analizados debido a que pueden haber sido administrados o consumidos en dosis muy bajas como para ser detectados. Asimismo, la farmacocinética de algunos medicamentos varía y pueden demorar en metabolizarse por lo cual se vea retrasada la manifestación de ciertos compuestos en los resultados de laboratorio. Esto último representa un problema dado que la velocidad de metabolización en ciertas drogas (alcohol incluso) y en determinados individuos, puede generar inconvenientes para establecer la hora precisa de exposición o ataque.

## Análisis específicos

### Residuos de pólvora
Al disparar un arma de fuego se originan gases con alto contenido de componentes que provienen de los cartuchos de las balas. Por lo general, estos compuestos incinerados se depositan en las prendas de la víctima y en las manos y ropa de quien disparó. El estudio de estos residuos y de pequeñas partículas utilizando un microscopio de barrido electrónico permite examinar las muestras recogidas en la escena del crimen.
Para los estudios de balística también se utiliza el análisis de activación de neutrón, el cual consiste en la implementación de ácido nítrico sobre la piel de la mano de una persona que pudo haber disparado. Con la aplicación de este técnica se puede comprobar la presencia de bario o antimonio en un individuo sospechoso de haber manipulado un arma recientemente.

### Análisis de explosivos
Dependiendo de la velocidad de la reacción química se puede determinar la clase de explosivo que se utilizó en un atentado, es decir, es posible saber qué sustancias fueron empleadas para generar una explosión conociendo la cinética del proceso. En el caso de TNT y la dinamita, la reacción es sumamente rápida mientras que otros explosivos lo hace con menor velocidad. Por otro lado, es factible la identificación a través de los residuos que las sustancias explosivas dejan en el lugar del hecho sumergiendo éstos en acetona o colectando los vapores con una bomba de vacío, para luego determinar cada compuesto mediante cromatografía.

### Rastros de pintura
La realización de pruebas químicas en casos de accidentes de tránsito puede ayudar a determinar la responsabilidad en el hecho analizando evidencias obtenidas en muestras de pintura, las cuales posibilitan obtener información acerca de la manufactura del vehículo y el año de fabricación. A través del espectro de absorción de la muestra y observando la composición en un fluorómetro se pueden conocer datos certeros sobre el siniestro. También es posible realizar análisis de naturaleza óptica con la finalidad de comparar diversas capas de pintura que son tomadas como patrones referentes, a efectos de determinar las características de los pigmentos y solventes que la componen.

### Rastreo de huellas dactilares
Para estudios de este tipo se utiliza carbón activado finamente dividido. Debido a que los dedos suelen tener una composición oleosa, éstos se adhieren a los materiales dejando una impresión en ellos. Al aplicar el carbón activado este se pega a los aceites dejando ver la huella, de esta forma, cuando se expone el material a la luz ultravioleta el polvo de carbón brilla desvelando la huella impresa.

### Estudios toxicológicos
En el caso de consumo de drogas, el análisis toxicológico resulta fundamental ya sea para establecer conclusiones vinculadas al abuso prolongado de estupefacientes o una posible muerte por sobredosis.
Si bien el análisis de sangre es el más difundido para determinar lo anteriormente expuesto, los valores cercanos al consumo de ciertas drogas varían e incluso desaparecen seis horas después de la ingesta. En el análisis de orina, las trazas de ciertas sustancias pueden ser detectadas hasta treinta y seis horas después del último consumo, aunque esto varía dependiendo de la velocidad de diuresis del individuo. Este tipo de parámetros se cumple para seres vivos pero en el caso de cadáveres pueden existir limitaciones ocasionadas por la putrefacción de los tejidos. Los métodos analíticos permiten detectar en el cerebro la cantidad de sustancias psicotóxicas consumidas a través de los efectos ocasionados por drogas como la cocaína en los neurotransmisores.
Para estas situaciones, el análisis de cabello permite conocer en un individuo vivo o muerto la presencia de drogas que fueron consumidas en períodos prolongados (semanas, meses e incluso, años), siendo el largo del mechón de pelo un factor condicionante a la hora de llevar a cabo el estudio y evaluar los resultados.
En el estudio toxicológico de evidencias vinculadas a posibles casos de narcotráfico, la química forense resulta un aliado a la hora de determinar la presencia de trazas de droga en objetos o prendas, así como también establecer la naturaleza y composición de sustancias ilegales cuyo destino es el tráfico.
En ocasiones, algunos de estos estupefacientes son consumidos en combinación con otras drogas; por ende, para la realización del estudio toxicológico la cromatografía de gases constituye una buena técnica para determinar la presencia de ciertas sustancias. Por ejemplo, la cocaína ilícita suele estar mezclada con analgésicos que pueden ser identificados mediante el proceso de cromatografía; lo mismo en el caso de cocaína combinada con anestésicos y barbitúricos.

### Análisis por activación neutrónica
Es un recurso analítico que se cimenta en el reconocimiento y medida de las radiaciones emitidas por radioisótopos artificiales.
Cabe destacar que se trata de un análisis que posibilita el estudio de elementos y no de compuestos, por lo cual presenta algunas limitaciones vinculadas con los átomos a identificar.
En casos de sospecha de envenenamiento o intoxicación es posible trabajar con elementos como arsénico, selenio, mercurio y antimonio.
Un factor a considerar es que para el empleo de este análisis es necesario contar con personal altamente capacitado y especializado, y por otro lado, es imprescindible la utilización de un reactor nuclear, lo que transforma esta técnica en un procedimiento de elevado costo dado el equipamiento requerido para su consecución.

## Ciencias auxiliares
Comprender la evidencia y realizar estudios exhaustivos, implica para la química forense recurrir a otras ramas de la ciencia de manera de profundizar la búsqueda de pruebas que permitan explicar la naturaleza de un crimen o infracción.
Los ensayos químicos pueden ser complementados con el del análisis de muestras (biológicas o no-biológicas) por parte de otras disciplinas, para un mejor sondeo en la interpretación de los resultados.

### Balística forense

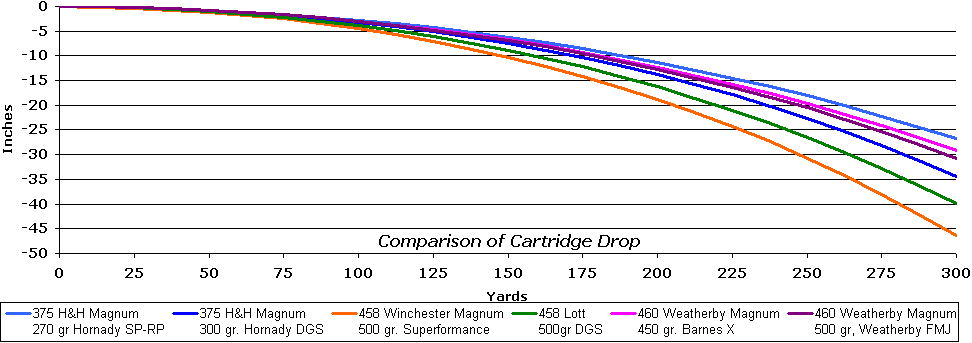
Comparación en el descenso del cartucho para diferentes tipos de arma.

Es la ciencia que tiene como finalidad la revisión del alcance y dirección del proyectil.
Se subdivide en cuatro especialidades: balística exterior, balística interior, balística terminal y balística identificativa.
La balística forense realiza estudios en el ángulo de tiro, la trayectoria de la bala y la cantidad de disparos efectuados por el arma, de manera de brindar evidencia científica a nivel del proceso judicial.

### Biología forense
Se encarga de colectar e identificar muestras biológicas, así como cualquier evidencia que haya tenido contacto con un ser vivo.
De igual manera, puede realizar estudios antropofísicos sobre un cadáver y determinar la presencia de material biológico, el cual se recoge para analizar en laboratorio.
Para la biología forense toda evidencia es digna de ser estimada, si bien no siempre se obtienen muestras estables dados los factores que pueden alterar las mismas: descomposición, reactividad, contaminantes e interferencias. Los sucesos post mortem pueden preservar o desintegrar las evidencias de naturaleza forense, afectando la posterior clasificación y estudio para alcanzar resultados que sirvan como prueba en un proceso legal.

### Entomología forense
Esta rama de la ciencia estudia aquellos insectos que aparecen luego de la descomposición del cadáver. Los primeros en surgir corresponden a los dípteros del género Musca. El conocimiento de las diferentes etapas en la vida del insecto puede ayudar a determinar la data del deceso (cronotanato-diagnóstico) y además, es relevante tener una idea de la cantidad de cada especie de insecto colectando las muestras vivas y muertas en dispositivos que se etiquetan para su clasificación.
La determinación de la «fauna cadavérica» permite obtener datos acerca del lugar en que se cometió el asesinato, definir el sitio en el cual el cuerpo pudo haber sido guardado o enterrado, saber si estuvo expuesto a la intemperie o en lugares cerrados. Estos estudios específicos proporcionan una cronología que colabora en reconstruir el momento y el origen de la muerte, sobre todo en restos de desconocidos que pudieron haber tenido una muerte violenta.

### Antropología forense

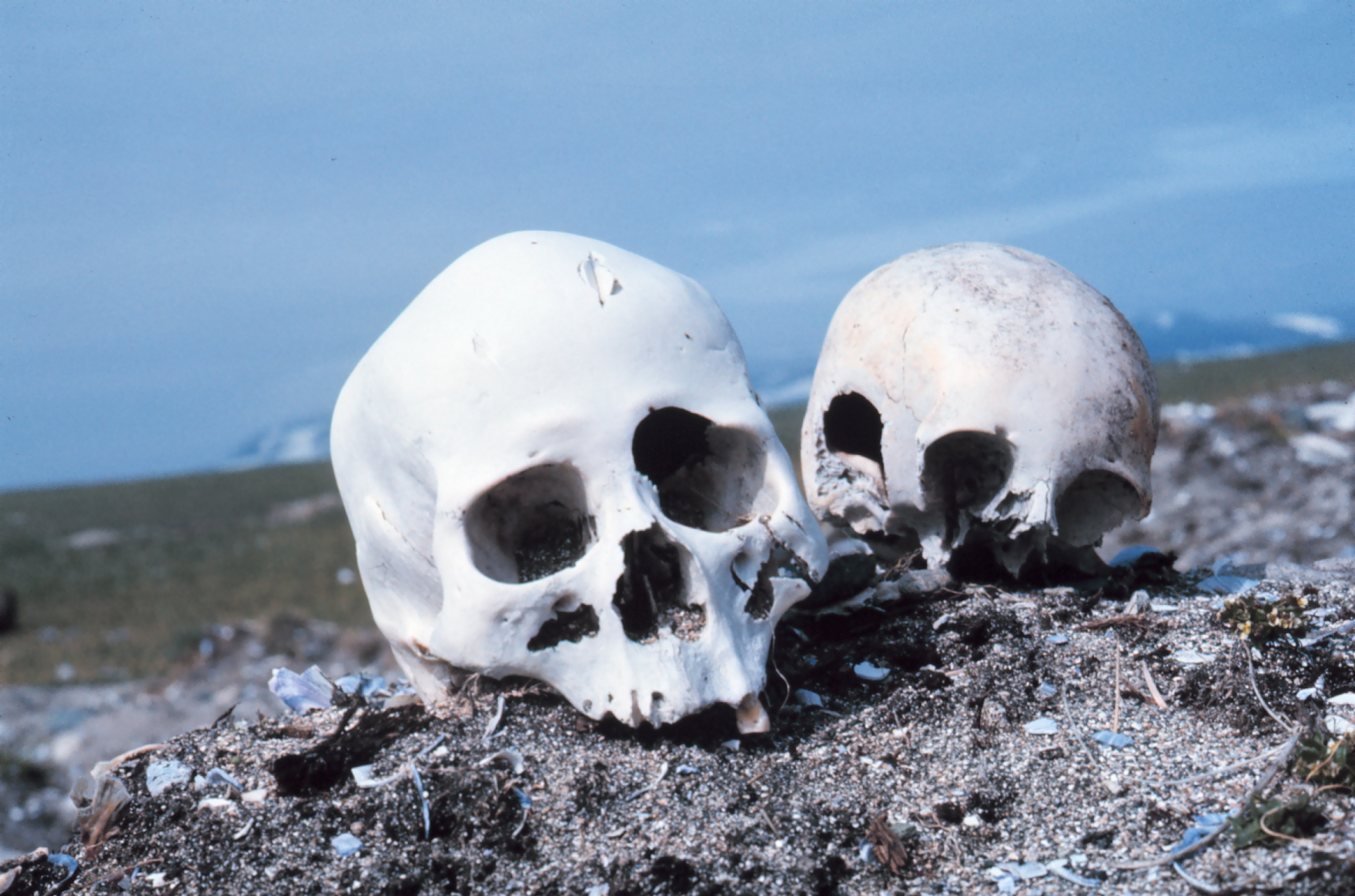
Cráneos humanos, susceptibles de reconstrucción.

Su finalidad es identificar restos humanos con el objetivo de determinar las causas que llevaron a la muerte, por medio de técnicas que permiten saber si los cadáveres fueron asesinados o atacados por un animal. Del mismo modo, la antropología forense posibilita conocer el comportamiento de los homicidas, analizando posibles golpes en el cráneo, formas poco comunes en el transporte del cadáver, tratamiento post mortem, o adulteraciones de diversa índole.
Los antropólogos forenses, trabajan en forma conjunta con psicólogos de manera de elaborar un perfil del supuesto asesino sobre la base de las características encontradas en el cadáver.
El cráneo constituye una pieza clave para inferir cómo era el rostro del individuo. Con técnicas de laboratorio que incluyen la utilización de software se procede a la reconstrucción añadiendo partes blandas, utilizando arcilla o plastilina que se va pegando sobre el cráneo. Este tipo de procedimiento ha permitido identificar a personas desaparecidas, pudiendo esclarecer casos que tomaron años para su resolución.

## Casos destacados

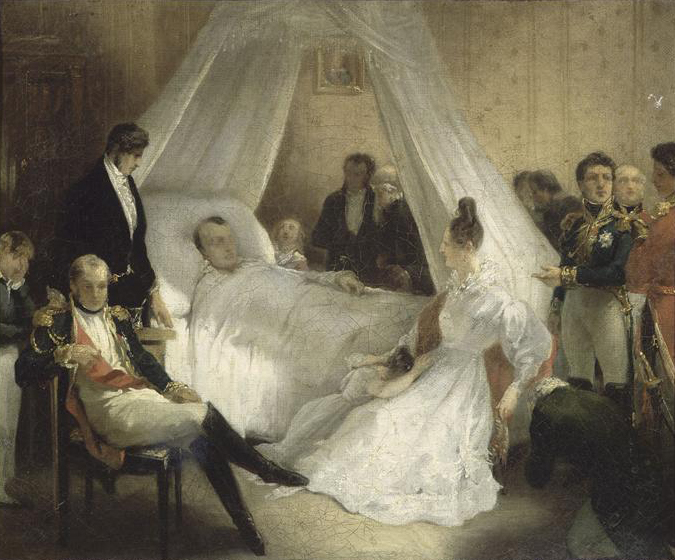
Muerte de Napoleón Bonaparte, por Charles de Steuben.

Uno de los desafíos para la química forense fue descubrir las causas de la muerte de Napoleón Bonaparte, quien de acuerdo a los registros de la época había padecido cáncer de estómago. En 1960 en el Departamento de Medicina Forense de la Universidad de Glasgow, Escocia el Dr. Hamilton Smith analizó varias muestras de cabello de Napoleón encontrando elevadas cantidades de arsénico.
Cuando este es administrado en pequeñas dosis se acumula en tejidos, fundamentalmente del riñón e hígado y también pelo y uñas, siendo hoy fácilmente detectable con técnicas de laboratorio como la activación neutrónica con espectrometría gamma.
Los síntomas de la intoxicación por arsénico son variables y dependen tanto del individuo como de la frecuencia con la cual esta sustancia sea administrada. Suelen presentarse náuseas, mareos, vómitos, dolores abdominales, y molestias ligeras o crónicas en el tracto gastrointestinal, confundiendo el envenenamiento con cualquier otra patología o enfermedad.
La teoría de que Napoleón fue asesinado mediante el suministro de arsénico no ha convencido a algunos historiadores, pues hay quienes sostienen que el pigmento que se utilizaba en el empapelado de las paredes contenía esta sustancia, la cual se liberaba a través de un hongo, y pudo haber sido el causante de la intoxicación desestimando la posibilidad de conspiración y homicidio. 
Sin embargo, se ha podido reproducir el proceso para determinar la presencia de arsénico en las muestras de cabello obtenidas del cadáver, arrojando idénticos resultados y alimentando la teoría del asesinato.
Otro hecho que tuvo repercusión y cobertura en la década del 80, fue el "caso Hofmann" acontecido en Salt Lake City, Utah. Mark Hofmann, perteneciente a la iglesia mormona, había falsificado una importante cantidad de documentos vinculados en su mayoría a La Iglesia de Jesucristo de los Santos de los Últimos Días –como la carta Salamandra–, atribuyéndose él el haberlos hallado y vendiendo éstos a las autoridades máximas de la iglesia.

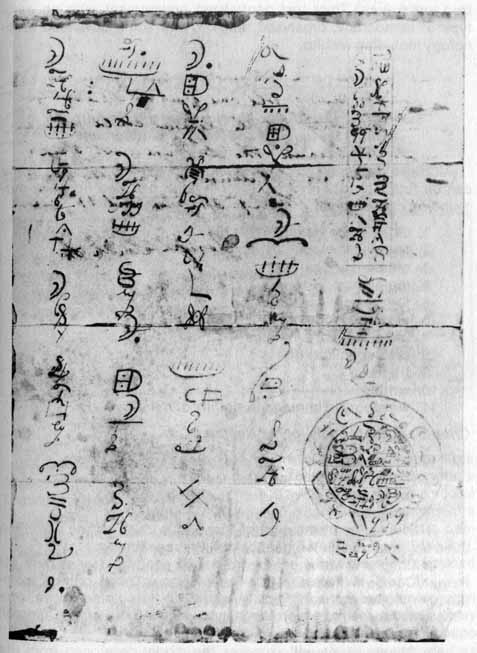
Una de las falsificaciones realizadas por Hofmann de "egipcio reformado" (documento encontrado en los archivos de la Iglesia de Jesucristo de los Santos de los Últimos Días).

Una sucesión de hechos confusos, entre ellos el endeudamiento del propio Hofmann en procura de más documentos que evidenciaran cierta debilidad por parte de la iglesia mormona, y en el afán de comercializar estos "hallazgos", lo llevaron a cometer dos homicidios.
Esto abrió una investigación alrededor de los asesinatos que condujeron directamente a Hofmann y a su vínculo con la venta de documentos históricos, que la iglesia le compraba con el objetivo de mantenerlos en secreto y a resguardo.
Varios investigadores allanaron el sótano de Hofmann y encontraron el taller donde realizaba las falsificaciones, pero era necesario comprobar de qué manera lograba que los documentos que presentaba a la iglesia eran un fraude, dado que en el análisis del papel se obtenía como resultado que este databa de 1820.
El examinador de documentos George Throckmorton analizó varios documentos que inicialmente habían sido considerados auténticos por expertos, y pudo determinar que eran falsificaciones. Tres cartas supuestamente escritas desde una prisión de Illinois por Joseph Smith utilizaron diferentes clases de tinta, papel y útiles de escritura. Throckmorton también descubrió que algunos documentos que al comienzo se creyeron escritos por distintas personas, tenían estilos de escritura similares y que habían sido redactados con tinta ferrogálica de fabricación casera, la cual parecía agrietada cuando se sometía a análisis microscópico.
Hofmann fue arrestado en 1986, y luego de las evidencias presentadas por los investigadores en el juicio, el tribunal le condenó a cadena perpetua en 1988, bajo la ley del estado de Utah, Estados Unidos.